# Coppa Libertadores 2024
La Coppa Libertadores 2024 è stata la 65ª edizione della Coppa Libertadores d'America, il più importante torneo di calcio del Sud America organizzato dalla CONMEBOL. Al torneo partecipano 47 squadre provenienti dai 10 paesi latinoamericani affiliati alla CONMEBOL: Argentina, Bolivia, Brasile, Cile, Colombia, Ecuador, Paraguay, Perù, Uruguay e Venezuela. Il torneo è iniziato il 6 febbraio ed è terminato il 30 novembre 2024 con la finale disputatasi allo Stadio Monumental di Buenos Aires. Il Fluminense era il campione in carica, avendo vinto l'edizione precedente.
A vincere il torneo è stato il club brasiliano del Botafogo, che nella finale ha battuto per 3-1 i connazionali dell’Atlético Mineiro, al primo successo nella competizione. Grazie a questa vittoria, il Botafogo ha ottenuto il diritto di disputare la Coppa Intercontinentale FIFA 2024, la Coppa del mondo per club FIFA 2025 e la Recopa Sudamericana 2025 (quest'ultima contro la vincente della Coppa Sudamericana 2024, gli argentini del Racing Club).

## Squadre
Al torneo partecipano 47 squadre appartenenti alle 10 federazioni della CONMEBOL, e i criteri di qualificazione sono determinati dalle singole federazioni nazionali.
| Nazione               | Squadra                         | Turno di ingresso | Qualificazione                                                                                            |
| --------------------- | ------------------------------- | ----------------- | --- |
| Argentina (6 squadre) | River Plate (ARG 1)             | Fase a gruppi     | Vincitrice della Primera División 2023                                                                    |
| Argentina (6 squadre) | Rosario Central (ARG 2)         | Fase a gruppi     | Vincitrice della Copa de la Liga Profesional 2023                                                         |
| Argentina (6 squadre) | Estudiantes (LP) (ARG 3)        | Fase a gruppi     | Vincitrice della Copa Argentina 2023                                                                      |
| Argentina (6 squadre) | Talleres (C) (ARG 4)            | Fase a gruppi     | 2ª nella classifica aggregata di Primera División 2023 e Copa de la Liga Profesional 2023                 |
| Argentina (6 squadre) | San Lorenzo (ARG 5)             | Fase a gruppi     | 4ª nella classifica aggregata di Primera División 2023 e Copa de la Liga Profesional 2023                 |
| Argentina (6 squadre) | Godoy Cruz (ARG 6)              | Seconda fase      | 5ª nella classifica aggregata di Primera División 2023 e Copa de la Liga Profesional 2023                 |
| Bolivia (4 squadre)   | The Strongest (BOL 1)           | Fase a gironi     | Vincitrice della Primera División 2023                                                                    |
| Bolivia (4 squadre)   | Bolívar (BOL 2)                 | Fase a gironi     | 1ª nella classifica aggregata della Primera División 2023 e della Copa de la División Profesional 2023    |
| Bolivia (4 squadre)   | Always Ready (BOL 3)            | Seconda fase      | 3ª nella classifica aggregata della Primera División 2023 e della Copa de la División Profesional 2023    |
| Bolivia (4 squadre)   | Aurora (BOL 4)                  | Prima fase        | 4ª nella classifica aggregata della Primera División 2023 e della Copa de la División Profesional 2023    |
| Brasile (7+1 squadre) | Fluminense (Coppa Libertadores) | Fase a gruppi     | Vincitrice della Coppa Libertadores 2023                                                                  |
| Brasile (7+1 squadre) | San Paolo (BRA 1)               | Fase a gruppi     | Vincitrice della Coppa del Brasile 2023                                                                   |
| Brasile (7+1 squadre) | Palmeiras (BRA 2)               | Fase a gruppi     | Vincitrice del Campeonato Brasileiro Série A 2023                                                         |
| Brasile (7+1 squadre) | Grêmio (BRA 3)                  | Fase a gruppi     | 2ª nel Campeonato Brasileiro Série A 2023                                                                 |
| Brasile (7+1 squadre) | Atlético Mineiro (BRA 4)        | Fase a gruppi     | 3ª nel Campeonato Brasileiro Série A 2023                                                                 |
| Brasile (7+1 squadre) | Flamengo (BRA 5)                | Fase a gruppi     | 4ª nel Campeonato Brasileiro Série A 2023                                                                 |
| Brasile (7+1 squadre) | Botafogo (BRA 6)                | Seconda fase      | 5ª nel Campeonato Brasileiro Série A 2023                                                                 |
| Brasile (7+1 squadre) | Bragantino (BRA 7)              | Seconda fase      | 6ª nel Campeonato Brasileiro Série A 2023                                                                 |
| Cile (4 squadre)      | Huachipato (CIL 1)              | Fase a gruppi     | Vincitrice della Primera División 2023                                                                    |
| Cile (4 squadre)      | Cobresal (CIL 2)                | Fase a gruppi     | 2ª nella Primera División 2023                                                                            |
| Cile (4 squadre)      | Colo-Colo (CIL 3)               | Seconda fase      | 3ª nella Primera División 2023                                                                            |
| Cile (4 squadre)      | Palestino (CIL 4)               | Seconda fase      | 4ª nella Primera División 2023                                                                            |
| Colombia (4 squadre)  | Millonarios (COL 1)             | Fase a gruppi     | Vincitrice del Torneo Apertura 2023                                                                       |
| Colombia (4 squadre)  | Atlético Junior (COL 2)         | Fase a gruppi     | Vincitrice del Torneo Finalización 2023                                                                   |
| Colombia (4 squadre)  | Águilas Doradas (COL 3)         | Seconda fase      | 2ª nella classifica aggregata della Categoría Primera A 2023                                              |
| Colombia (4 squadre)  | Atlético Nacional (COL 4)       | Seconda fase      | Vincitrice della Copa Colombia 2023                                                                       |
| Ecuador (4+1 squadre) | LDU Quito (Coppa Sudamericana)  | Fase a gruppi     | Vincitrice della Coppa Sudamericana 2023                                                                  |
| Ecuador (4+1 squadre) | Independiente del Valle (ECU 1) | Fase a gruppi     | 2ª nella Primera Categoría Serie A 2022                                                                   |
| Ecuador (4+1 squadre) | Barcelona SC (ECU 2)            | Fase a gruppi     | 2ª nella classifica aggregata della Primera Categoría Serie A 2022                                        |
| Ecuador (4+1 squadre) | El Nacional (ECU 3)             | Seconda fase      | 4ª nella classifica aggregata della Primera Categoría Serie A 2022                                        |
| Ecuador (4+1 squadre) | Aucas (ECU 4)                   | Prima fase        | 5ª nella classifica aggregata della Primera Categoría Serie A 2022                                        |
| Paraguay (4 squadre)  | Libertad (PAR 1)                | Fase a gruppi     | 1ª nella classifica aggregata della División Profesional 2023 e vincitrice del Torneo Apertura e Clausura |
| Paraguay (4 squadre)  | Cerro Porteño (PAR 2)           | Fase a gruppi     | 2ª nella classifica aggregata della División Profesional 2023                                             |
| Paraguay (4 squadre)  | Sportivo Trinidense (PAR 3)     | Seconda fase      | 3ª nella classifica aggregata della División Profesional 2023                                             |
| Paraguay (4 squadre)  | Nacional (PAR 4)                | Prima fase        | 3ª classificata nella Copa Paraguay 2023                                                                  |
| Perù (4 squadre)      | Universitario (PER 1)           | Fase a gruppi     | Vincitrice della Liga 1 2023                                                                              |
| Perù (4 squadre)      | Alianza Lima (PER 2)            | Fase a gruppi     | 2ª nella Liga 1 2023                                                                                      |
| Perù (4 squadre)      | Sporting Cristal (PER 3)        | Seconda fase      | 3ª nella classifica aggregata della Liga 1 2023                                                           |
| Perù (4 squadre)      | Melgar (PER 4)                  | Prima fase        | 4ª nella classifica aggregata della Liga 1 2023                                                           |
| Uruguay (4 squadre)   | Liverpool (M) (URU 1)           | Fase a gruppi     | Vincitrice della Primera División 2023                                                                    |
| Uruguay (4 squadre)   | Peñarol (URU 2)                 | Fase a gruppi     | 2ª nella Primera División 2023                                                                            |
| Uruguay (4 squadre)   | Nacional (URU 3)                | Seconda fase      | 3ª nella classifica aggregata della Primera División 2023                                                 |
| Uruguay (4 squadre)   | Defensor Sporting (URU 4)       | Prima fase        | 4ª nella classifica aggregata della Primera División 2023                                                 |
| Venezuela (4 squadre) | Deportivo Táchira (VEN 1)       | Fase a gruppi     | Vincitrice della Primera División 2023                                                                    |
| Venezuela (4 squadre) | Caracas (VEN 2)                 | Fase a gruppi     | 2ª nella Primera División 2023                                                                            |
| Venezuela (4 squadre) | Portuguesa FC (VEN 3)           | Seconda fase      | 3ª nella Primera División 2023                                                                            |
| Venezuela (4 squadre) | Academia P.C. (VEN 4)           | Prima fase        | 4ª nella Primera División 2023                                                                            |

## Date
Il programma della competizione è il seguente.
| Fase                        | Turno            | Sorteggio        | Andata               | Ritorno              |
| --------------------------- | ---------------- | ---------------- | -------------------- | -------------------- |
| Fase di qualificazione      | Prima fase       | 19 dicembre 2023 | 6-8 febbraio 2024    | 13-15 febbraio 2024  |
| Fase di qualificazione      | Seconda fase     | 19 dicembre 2023 | 20-22 febbraio 2024  | 27-29 febbraio 2024  |
| Fase di qualificazione      | Terza fase       | 19 dicembre 2023 | 5-7 marzo 2024       | 12-14 marzo 2024     |
| Fase a gruppi               | Prima giornata   | 18 marzo 2024    | 2-4 aprile 2024      | 2-4 aprile 2024      |
| Fase a gruppi               | Seconda giornata | 18 marzo 2024    | 9-11 aprile 2024     | 9-11 aprile 2024     |
| Fase a gruppi               | Terza giornata   | 18 marzo 2024    | 23-24 aprile 2024    | 23-24 aprile 2024    |
| Fase a gruppi               | Quarta giornata  | 18 marzo 2024    | 7-9 maggio 2024      | 7-9 maggio 2024      |
| Fase a gruppi               | Quinta giornata  | 18 marzo 2024    | 14-16 maggio 2024    | 14-16 maggio 2024    |
| Fase a gruppi               | Sesta giornata   | 18 marzo 2024    | 28-30 maggio 2024    | 28-30 maggio 2024    |
| Fase a eliminazione diretta | Ottavi di finale | 3 giugno 2024    | 13-15 agosto 2024    | 20-22 agosto 2024    |
| Fase a eliminazione diretta | Quarti di finale | 3 giugno 2024    | 17-19 settembre 2024 | 24-26 settembre 2024 |
| Fase a eliminazione diretta | Semifinali       | 3 giugno 2024    | 22-23 ottobre 2024   | 29-30 ottobre 2024   |
| Fase a eliminazione diretta | Finale           | 3 giugno 2024    | 30 novembre 2024     | 30 novembre 2024     |

## Fase di qualificazione

### Prima fase
Alla prima fase partecipano sei squadre provenienti da Bolivia, Ecuador, Paraguay, Perù, Uruguay e Venezuela. Tramite sorteggio, tenutosi il 19 dicembre 2023 a Luque, in Paraguay, sono state determinate le tre sfide a eliminazione diretta, le vincenti delle quali hanno il diritto di accedere alla seconda fase. Le partite d'andata si sono disputate il 6, 7 e 8 febbraio 2024, mentre le partite di ritorno il 13, 14 e 15 febbraio 2024. In caso di parità di reti segnate dopo le due partite si passa direttamente ai tiri di rigore, senza disputare i tempi supplementari.
| Squadra 1     | Totale          | Squadra 2         | Andata | Ritorno |
| ------------- | --------------- | ----------------- | ------ | ------- |
| Academia P.C. | 3 - 3 (4-2 dtr) | Defensor Sporting | 3 - 2  | 0 - 1   |
| Aurora        | 2 - 1           | Melgar            | 1 - 0  | 1 - 1   |
| Aucas         | 1 - 3           | Nacional          | 1 - 0  | 0 - 3   |

### Seconda fase
Alla seconda fase partecipano 16 squadre: le 3 vincenti della prima fase e altre 13 squadre provenienti da tutte le federazioni (2 da Brasile, Cile e Colombia e 1 dalle altre). Il sorteggio ha determinato gli otto accoppiamenti, le vincenti dei quali accedono alla terza fase. Le partite d'andata si sono disputate il 20, 21 e 22 febbraio 2024, mentre le partite di ritorno il 27, 28 e 29 febbraio 2024.
| Squadra 1           | Totale          | Squadra 2         | Andata | Ritorno |
| ------------------- | --------------- | ----------------- | ------ | ------- |
| Águilas Doradas     | 0 - 0 (3-4 dtr) | Bragantino        | 0 - 0  | 0 - 0   |
| Nacional            | 4 - 0           | Atlético Nacional | 1 - 0  | 3 - 0   |
| Always Ready        | 7 - 4           | Sporting Cristal  | 6 - 1  | 1 - 3   |
| Godoy Cruz          | 0 - 1           | Colo-Colo         | 0 - 1  | 0 - 0   |
| Sportivo Trinidense | 2 - 1           | El Nacional       | 1 - 1  | 1 - 0   |
| Academia P.C.       | 0 - 4           | Nacional          | 0 - 2  | 0 - 2   |
| Portuguesa FC       | 2 - 4           | Palestino         | 1 - 2  | 1 - 2   |
| Aurora              | 1 - 7           | Botafogo          | 1 - 1  | 0 - 6   |

### Terza fase
Alla terza fase partecipano le 8 squadre vincenti della seconda fase, con la possibilità di incroci tra squadre della stessa federazione. Il sorteggio ha determinato i quattro accoppiamenti, le vincenti dei quali accedono alla fase a gruppi, mentre le perdenti sono ammesse alla fase a gruppi della Coppa Sudamericana 2024. Le partite d'andata si sono disputate il 5, 6 e 7 marzo 2024, mentre le partite di ritorno il 12, 13 e 14 marzo 2024.
| Squadra 1           | Totale          | Squadra 2  | Andata | Ritorno |
| ------------------- | --------------- | ---------- | ------ | ------- |
| Botafogo            | 3 - 2           | Bragantino | 2 - 1  | 1 - 1   |
| Nacional            | 3 - 3 (1-3 dtr) | Palestino  | 0 - 2  | 3 - 1   |
| Always Ready        | 2 - 2 (4-5 dtr) | Nacional   | 1 - 0  | 1 - 2   |
| Sportivo Trinidense | 2 - 3           | Colo-Colo  | 1 - 1  | 1 - 2   |

## Fase a gruppi
Il sorteggio per definire la composizione dei gruppi si è tenuto il 18 marzo 2024 a Luque, in Paraguay.
Le 32 squadre partecipanti, le 28 ammesse direttamente e le 4 vincitrici della fase di qualificazione, vengono divise in 8 gruppi, ciascuno composto da 4 squadre. Ogni squadra gioca con le altre 3 squadre del proprio girone con partite di andata e ritorno. La prima e la seconda classificata di ogni girone accedono agli ottavi di finale, mentre la terza classificata ha il diritto di accedere alla Coppa Sudamericana 2024.

### Gruppo A

#### Classifica
| Pos | Squadra       | Pt | G | V | N | P | GF | GS | DR |
| --- | ------------- | -- | - | - | - | - | -- | -- | -- |
| 1.  | Fluminense    | 14 | 6 | 4 | 2 | 0 | 9  | 5  | +4 |
| 2.  | Colo-Colo     | 6  | 6 | 1 | 3 | 2 | 4  | 5  | -1 |
| 3.  | Cerro Porteño | 6  | 6 | 1 | 3 | 2 | 4  | 5  | -1 |
| 4.  | Alianza Lima  | 4  | 6 | 0 | 4 | 2 | 5  | 7  | -2 |

#### Risultati
| Squadra 1     | Risultato   | Squadra 2     |
| 1ª giornata   | 1ª giornata | 1ª giornata   |
| ------------- | ----------- | ------------- |
| Colo-Colo     | 1 - 0       | Cerro Porteño |
| Alianza Lima  | 1 - 1       | Fluminense    |
| 2ª giornata   |             |               |
| Cerro Porteño | 1 - 0       | Alianza Lima  |
| Fluminense    | 2 - 1       | Colo-Colo     |
| 3ª giornata   |             |               |
| Cerro Porteño | 0 - 0       | Fluminense    |
| Colo-Colo     | 0 - 0       | Alianza Lima  |
| 4ª giornata   |             |               |
| Alianza Lima  | 1 - 1       | Cerro Porteño |
| Colo-Colo     | 0 - 1       | Fluminense    |
| 5ª giornata   |             |               |
| Fluminense    | 2 - 1       | Cerro Porteño |
| Alianza Lima  | 1 - 1       | Colo-Colo     |
| 6ª giornata   |             |               |
| Fluminense    | 3 - 2       | Alianza Lima  |
| Cerro Porteño | 1 - 1       | Colo-Colo     |

### Gruppo B

#### Classifica
| Pos | Squadra      | Pt | G | V | N | P | GF | GS | DR |
| --- | ------------ | -- | - | - | - | - | -- | -- | -- |
| 1.  | San Paolo    | 13 | 6 | 4 | 1 | 1 | 10 | 3  | +7 |
| 2.  | Talleres (C) | 13 | 6 | 4 | 1 | 1 | 10 | 6  | +4 |
| 3.  | Barcelona SC | 6  | 6 | 1 | 3 | 2 | 6  | 9  | -3 |
| 4.  | Cobresal     | 1  | 6 | 0 | 1 | 5 | 3  | 11 | -8 |

#### Risultati
| Squadra 1    | Risultato   | Squadra 2    |
| 1ª giornata  | 1ª giornata | 1ª giornata  |
| ------------ | ----------- | ------------ |
| Cobresal     | 1 - 1       | Barcelona SC |
| Talleres (C) | 2 - 1       | San Paolo    |
| 2ª giornata  |             |              |
| Barcelona SC | 2 - 2       | Talleres (C) |
| San Paolo    | 2 - 0       | Cobresal     |
| 3ª giornata  |             |              |
| Barcelona SC | 0 - 2       | San Paolo    |
| Cobresal     | 0 - 2       | Talleres (C) |
| 4ª giornata  |             |              |
| Talleres (C) | 3 - 1       | Barcelona SC |
| Cobresal     | 1 - 3       | San Paolo    |
| 5ª giornata  |             |              |
| San Paolo    | 0 - 0       | Barcelona SC |
| Talleres (C) | 1 - 0       | Cobresal     |
| 6ª giornata  |             |              |
| San Paolo    | 2 - 0       | Talleres (C) |
| Barcelona SC | 2 - 1       | Cobresal     |

### Gruppo C

#### Classifica
| Pos | Squadra          | Pt | G | V | N | P | GF | GS | DR |
| --- | ---------------- | -- | - | - | - | - | -- | -- | -- |
| 1.  | The Strongest    | 10 | 6 | 3 | 1 | 2 | 8  | 6  | +2 |
| 2.  | Grêmio           | 10 | 6 | 3 | 1 | 2 | 7  | 5  | +2 |
| 3.  | Huachipato       | 8  | 6 | 2 | 2 | 2 | 7  | 9  | -2 |
| 4.  | Estudiantes (LP) | 5  | 6 | 1 | 2 | 3 | 7  | 9  | -2 |

#### Risultati
| Squadra 1        | Risultato   | Squadra 2        |
| 1ª giornata      | 1ª giornata | 1ª giornata      |
| ---------------- | ----------- | ---------------- |
| Huachipato       | 1 - 1       | Estudiantes (LP) |
| The Strongest    | 2 - 0       | Grêmio           |
| 2ª giornata      |             |                  |
| Estudiantes (LP) | 2 - 1       | The Strongest    |
| Grêmio           | 0 - 2       | Huachipato       |
| 3ª giornata      |             |                  |
| Estudiantes (LP) | 0 - 1       | Grêmio           |
| Huachipato       | 0 - 0       | The Strongest    |
| 4ª giornata      |             |                  |
| The Strongest    | 1 - 0       | Estudiantes (LP) |
| Huachipato       | 0 - 1       | Grêmio           |
| 5ª giornata      |             |                  |
| Grêmio           | 1 - 1       | Estudiantes (LP) |
| The Strongest    | 4 - 0       | Huachipato       |
| 6ª giornata      |             |                  |
| Grêmio           | 4 - 0       | The Strongest    |
| Estudiantes (LP) | 3 - 4       | Huachipato       |

### Gruppo D

#### Classifica
| Pos | Squadra         | Pt | G | V | N | P | GF | GS | DR |
| --- | --------------- | -- | - | - | - | - | -- | -- | -- |
| 1.  | Atlético Junior | 10 | 6 | 2 | 4 | 0 | 7  | 4  | +3 |
| 2.  | Botafogo        | 10 | 6 | 3 | 1 | 2 | 7  | 6  | +1 |
| 3.  | LDU Quito       | 7  | 6 | 2 | 1 | 3 | 6  | 6  | 0  |
| 4.  | Universitario   | 5  | 6 | 1 | 2 | 3 | 5  | 9  | -4 |

#### Risultati
| Squadra 1       | Risultato   | Squadra 2       |
| 1ª giornata     | 1ª giornata | 1ª giornata     |
| --------------- | ----------- | --------------- |
| Botafogo        | 1 - 3       | Atlético Junior |
| Universitario   | 2 - 1       | LDU Quito       |
| 2ª giornata     |             |                 |
| Atlético Junior | 1 - 1       | Universitario   |
| LDU Quito       | 1 - 0       | Botafogo        |
| 3ª giornata     |             |                 |
| Atlético Junior | 1 - 1       | LDU Quito       |
| Botafogo        | 3 - 1       | Universitario   |
| 4ª giornata     |             |                 |
| Universitario   | 1 - 1       | Atlético Junior |
| Botafogo        | 2 - 1       | LDU Quito       |
| 5ª giornata     |             |                 |
| LDU Quito       | 0 - 1       | Atlético Junior |
| Universitario   | 0 - 1       | Botafogo        |
| 6ª giornata     |             |                 |
| LDU Quito       | 2 - 0       | Universitario   |
| Atlético Junior | 0 - 0       | Botafogo        |

### Gruppo E

#### Classifica
| Pos | Squadra     | Pt | G | V | N | P | GF | GS | DR |
| --- | ----------- | -- | - | - | - | - | -- | -- | -- |
| 1.  | Bolívar     | 13 | 6 | 4 | 1 | 1 | 13 | 9  | +4 |
| 2.  | Flamengo    | 10 | 6 | 3 | 1 | 2 | 11 | 4  | +7 |
| 3.  | Palestino   | 7  | 6 | 2 | 1 | 3 | 6  | 11 | -5 |
| 4.  | Millonarios | 3  | 6 | 0 | 3 | 3 | 6  | 12 | -6 |

#### Risultati
| Squadra 1   | Risultato   | Squadra 2   |
| 1ª giornata | 1ª giornata | 1ª giornata |
| ----------- | ----------- | ----------- |
| Palestino   | 0 - 4       | Bolívar     |
| Millonarios | 1 - 1       | Flamengo    |
| 2ª giornata |             |             |
| Bolívar     | 3 - 2       | Millonarios |
| Flamengo    | 2 - 0       | Palestino   |
| 3ª giornata |             |             |
| Bolívar     | 2 - 1       | Flamengo    |
| Palestino   | 3 - 1       | Millonarios |
| 4ª giornata |             |             |
| Millonarios | 1 - 1       | Bolívar     |
| Palestino   | 1 - 0       | Flamengo    |
| 5ª giornata |             |             |
| Flamengo    | 4 - 0       | Bolívar     |
| Millonarios | 1 - 1       | Palestino   |
| 6ª giornata |             |             |
| Flamengo    | 3 - 0       | Millonarios |
| Bolívar     | 3 - 1       | Palestino   |

### Gruppo F

#### Classifica
| Pos | Squadra                 | Pt | G | V | N | P | GF | GS | DR |
| --- | ----------------------- | -- | - | - | - | - | -- | -- | -- |
| 1.  | Palmeiras               | 14 | 6 | 4 | 2 | 0 | 14 | 5  | +9 |
| 2.  | San Lorenzo             | 8  | 6 | 2 | 2 | 2 | 6  | 6  | 0  |
| 3.  | Independiente del Valle | 7  | 6 | 2 | 1 | 3 | 8  | 9  | -1 |
| 4.  | Liverpool (M)           | 4  | 6 | 1 | 1 | 4 | 6  | 14 | -8 |

#### Risultati
| Squadra 1               | Risultato   | Squadra 2               |
| 1ª giornata             | 1ª giornata | 1ª giornata             |
| ----------------------- | ----------- | ----------------------- |
| Liverpool (M)           | 1 - 1       | Independiente del Valle |
| San Lorenzo             | 1 - 1       | Palmeiras               |
| 2ª giornata             |             |                         |
| Independiente del Valle | 2 - 0       | San Lorenzo             |
| Palmeiras               | 3 - 1       | Liverpool (M)           |
| 3ª giornata             |             |                         |
| Independiente del Valle | 2 - 3       | Palmeiras               |
| Liverpool (M)           | 1 - 0       | San Lorenzo             |
| 4ª giornata             |             |                         |
| San Lorenzo             | 2 - 0       | Independiente del Valle |
| Liverpool (M)           | 0 - 5       | Palmeiras               |
| 5ª giornata             |             |                         |
| Palmeiras               | 2 - 1       | Independiente del Valle |
| San Lorenzo             | 3 - 2       | Liverpool (M)           |
| 6ª giornata             |             |                         |
| Palmeiras               | 0 - 0       | San Lorenzo             |
| Independiente del Valle | 2 - 1       | Liverpool (M)           |

### Gruppo G

#### Classifica
| Pos | Squadra          | Pt | G | V | N | P | GF | GS | DR  |
| --- | ---------------- | -- | - | - | - | - | -- | -- | --- |
| 1.  | Atlético Mineiro | 15 | 6 | 5 | 0 | 1 | 14 | 6  | +8  |
| 2.  | Peñarol          | 12 | 6 | 4 | 0 | 2 | 12 | 5  | +7  |
| 3.  | Rosario Central  | 7  | 6 | 2 | 1 | 3 | 8  | 7  | +1  |
| 4.  | Caracas          | 1  | 6 | 0 | 1 | 5 | 3  | 19 | -16 |

#### Risultati
| Squadra 1        | Risultato   | Squadra 2        |
| 1ª giornata      | 1ª giornata | 1ª giornata      |
| ---------------- | ----------- | ---------------- |
| Caracas          | 1 - 4       | Atlético Mineiro |
| Rosario Central  | 1 - 0       | Peñarol          |
| 2ª giornata      |             |                  |
| Atlético Mineiro | 2 - 1       | Rosario Central  |
| Peñarol          | 5 - 0       | Caracas          |
| 3ª giornata      |             |                  |
| Atlético Mineiro | 3 - 2       | Peñarol          |
| Caracas          | 1 - 1       | Rosario Central  |
| 4ª giornata      |             |                  |
| Rosario Central  | 0 - 1       | Atlético Mineiro |
| Caracas          | 0 - 1       | Peñarol          |
| 5ª giornata      |             |                  |
| Peñarol          | 2 - 0       | Atlético Mineiro |
| Rosario Central  | 4 - 1       | Caracas          |
| 6ª giornata      |             |                  |
| Peñarol          | 2 - 1       | Rosario Central  |
| Atlético Mineiro | 4 - 0       | Caracas          |

### Gruppo H

#### Classifica
| Pos | Squadra           | Pt | G | V | N | P | GF | GS | DR |
| --- | ----------------- | -- | - | - | - | - | -- | -- | -- |
| 1.  | River Plate       | 16 | 6 | 5 | 1 | 0 | 12 | 3  | +9 |
| 2.  | Nacional          | 10 | 6 | 3 | 1 | 2 | 8  | 7  | +1 |
| 3.  | Libertad          | 7  | 6 | 2 | 1 | 3 | 7  | 8  | -1 |
| 4.  | Deportivo Táchira | 1  | 6 | 0 | 1 | 5 | 2  | 11 | -9 |

#### Risultati
| Squadra 1         | Risultato   | Squadra 2         |
| 1ª giornata       | 1ª giornata | 1ª giornata       |
| ----------------- | ----------- | ----------------- |
| Nacional          | 2 - 0       | Libertad          |
| Deportivo Táchira | 0 - 2       | River Plate       |
| 2ª giornata       |             |                   |
| Libertad          | 3 - 0       | Deportivo Táchira |
| River Plate       | 2 - 0       | Nacional          |
| 3ª giornata       |             |                   |
| Libertad          | 1 - 2       | River Plate       |
| Nacional          | 2 - 1       | Deportivo Táchira |
| 4ª giornata       |             |                   |
| Deportivo Táchira | 1 - 1       | Libertad          |
| Nacional          | 2 - 2       | River Plate       |
| 5ª giornata       |             |                   |
| River Plate       | 2 - 0       | Libertad          |
| Deportivo Táchira | 0 - 1       | Nacional          |
| 6ª giornata       |             |                   |
| River Plate       | 2 - 0       | Deportivo Táchira |
| Libertad          | 2 - 1       | Nacional          |

## Fase a eliminazione diretta
La fase a eliminazione diretta include la disputa di ottavi di finale, quarti di finale e semifinali, con partite di andata e ritorno. Le squadre che hanno superato la fase a gruppi come prime classificate sono inserite nell'urna delle teste di serie e ordinate in base ai punti conquistati nella fase precedente, mentre le squadre seconde classificate sono inserite in una seconda urna e ordinate sempre in base ai punti conquistati nei gruppi. Gli accoppiamenti degli ottavi di finale e del tabellone sono stabiliti tramite sorteggio, tenutosi il 3 giugno 2024 ad Asunción, in Paraguay. In caso di parità di reti segnate dopo le due partite si passa direttamente ai tiri di rigore, senza disputare i tempi supplementari. La finale viene disputata in gara unica e, diversamente dai turni precedenti, in caso di parità dopo i tempi regolamentari sono previsti i tempi supplementari ed eventualmente i tiri di rigore.

### Tabellone
|  | Ottavi di finale | Ottavi di finale | Ottavi di finale | Ottavi di finale |       |                | Quarti di finale | Quarti di finale | Quarti di finale | Quarti di finale |  |                  | Semifinali | Semifinali | Semifinali | Semifinali |                  |   | Finale | Finale |
|  |                  |                  |                  |                  |       |                |                  |                  |                  |                  |  |                  |            |            |            |            |                  |   |        |        |
|  | Grêmio           | 2                | 1                | 3 (2)            |       |                |                  |                  |                  |                  |  |                  |            |            |            |            |                  |   |        |        |
|  | Fluminense (dtr) | 1                | 2                | 3 (4)            |       |                |                  |                  |                  |                  |  |                  |            |            |            |            |                  |   |        |        |
|  | Fluminense (dtr) | 1                | 2                | 3 (4)            |       | Fluminense     | 1                | 0                | 1                |                  |  |                  |            |            |            |            |                  |   |        |        |
|  |                  |                  |                  |                  |       | Fluminense     | 1                | 0                | 1                |                  |  |                  |            |            |            |            |                  |   |        |        |
|  |                  | Atlético Mineiro | 0                | 2                | 2     |                |                  |                  |                  |                  |  |                  |            |            |            |            |                  |   |        |        |
|  | San Lorenzo      | Atlético Mineiro | 0                | 2                | 2     | 1              | 0                | 1                |                  |                  |  |                  |            |            |            |            |                  |   |        |        |
|  | San Lorenzo      |                  |                  |                  |       | 1              | 0                | 1                |                  |                  |  |                  |            |            |            |            |                  |   |        |        |
|  | Atlético Mineiro | 1                | 1                | 2                |       |                |                  |                  |                  |                  |  |                  |            |            |            |            |                  |   |        |        |
|  | Atlético Mineiro | 1                | 1                | 2                |       |                |                  |                  |                  |                  |  | Atlético Mineiro | 3          | 0          | 3          |            |                  |   |        |        |
|  |                  |                  |                  |                  |       |                |                  |                  |                  |                  |  | Atlético Mineiro | 3          | 0          | 3          |            |                  |   |        |        |
|  |                  | River Plate      | 0                | 0                | 0     |                |                  |                  |                  |                  |  |                  |            |            |            |            |                  |   |        |        |
|  | Colo-Colo        | River Plate      | 0                | 0                | 0     | 1              | 2                | 3                |                  |                  |  |                  |            |            |            |            |                  |   |        |        |
|  | Colo-Colo        |                  |                  |                  |       | 1              | 2                | 3                |                  |                  |  |                  |            |            |            |            |                  |   |        |        |
|  | Atlético Junior  | 0                | 1                | 1                |       |                |                  |                  |                  |                  |  |                  |            |            |            |            |                  |   |        |        |
|  | Atlético Junior  | 0                | 1                | 1                |       | Colo-Colo      | 1                | 0                | 1                |                  |  |                  |            |            |            |            |                  |   |        |        |
|  |                  |                  |                  |                  |       | Colo-Colo      | 1                | 0                | 1                |                  |  |                  |            |            |            |            |                  |   |        |        |
|  |                  | River Plate      | 1                | 1                | 2     |                |                  |                  |                  |                  |  |                  |            |            |            |            |                  |   |        |        |
|  | Talleres (C)     | River Plate      | 1                | 1                | 2     | 0              | 1                | 1                |                  |                  |  |                  |            |            |            |            |                  |   |        |        |
|  | Talleres (C)     |                  |                  |                  |       | 0              | 1                | 1                |                  |                  |  |                  |            |            |            |            |                  |   |        |        |
|  | River Plate      | 1                | 2                | 3                |       |                |                  |                  |                  |                  |  |                  |            |            |            |            |                  |   |        |        |
|  | River Plate      | 1                | 2                | 3                |       |                |                  |                  |                  |                  |  |                  |            |            |            |            | Atlético Mineiro | 1 |        |        |
|  |                  |                  |                  |                  |       |                |                  |                  |                  |                  |  |                  |            |            |            |            |                  | 1 |        |        |
|  |                  | Botafogo         | 3                |                  |       |                |                  |                  |                  |                  |  |                  |            |            |            |            |                  |   |        |        |
|  | Botafogo         | Botafogo         | 3                | 2                | 2     | 4              |                  |                  |                  |                  |  |                  |            |            |            |            |                  |   |        |        |
|  | Botafogo         |                  |                  | 2                | 2     | 4              |                  |                  |                  |                  |  |                  |            |            |            |            |                  |   |        |        |
|  | Palmeiras        | 1                | 2                | 3                |       |                |                  |                  |                  |                  |  |                  |            |            |            |            |                  |   |        |        |
|  | Palmeiras        | 1                | 2                | 3                |       | Botafogo (dtr) | 0                | 1                | 1 (5)            |                  |  |                  |            |            |            |            |                  |   |        |        |
|  |                  |                  |                  |                  |       | Botafogo (dtr) | 0                | 1                | 1 (5)            |                  |  |                  |            |            |            |            |                  |   |        |        |
|  |                  | San Paolo        | 0                | 1                | 1 (4) |                |                  |                  |                  |                  |  |                  |            |            |            |            |                  |   |        |        |
|  | Nacional         | San Paolo        | 0                | 1                | 1 (4) | 0              | 0                | 0                |                  |                  |  |                  |            |            |            |            |                  |   |        |        |
|  | Nacional         |                  |                  |                  |       | 0              | 0                | 0                |                  |                  |  |                  |            |            |            |            |                  |   |        |        |
|  | San Paolo        | 0                | 2                | 2                |       |                |                  |                  |                  |                  |  |                  |            |            |            |            |                  |   |        |        |
|  | San Paolo        | 0                | 2                | 2                |       |                |                  |                  |                  |                  |  | Botafogo         | 5          | 1          | 6          |            |                  |   |        |        |
|  |                  |                  |                  |                  |       |                |                  |                  |                  |                  |  | Botafogo         | 5          | 1          | 6          |            |                  |   |        |        |
|  |                  | Peñarol          | 0                | 3                | 3     |                |                  |                  |                  |                  |  |                  |            |            |            |            |                  |   |        |        |
|  | Flamengo         | Peñarol          | 0                | 3                | 3     | 2              | 0                | 2                |                  |                  |  |                  |            |            |            |            |                  |   |        |        |
|  | Flamengo         |                  |                  |                  |       | 2              | 0                | 2                |                  |                  |  |                  |            |            |            |            |                  |   |        |        |
|  | Bolívar          | 0                | 1                | 1                |       |                |                  |                  |                  |                  |  |                  |            |            |            |            |                  |   |        |        |
|  | Bolívar          | 0                | 1                | 1                |       | Flamengo       | 0                | 0                | 0                |                  |  |                  |            |            |            |            |                  |   |        |        |
|  |                  |                  |                  |                  |       | Flamengo       | 0                | 0                | 0                |                  |  |                  |            |            |            |            |                  |   |        |        |
|  |                  | Peñarol          | 1                | 0                | 1     |                |                  |                  |                  |                  |  |                  |            |            |            |            |                  |   |        |        |
|  | Peñarol          | Peñarol          | 1                | 0                | 1     | 4              | 0                | 4                |                  |                  |  |                  |            |            |            |            |                  |   |        |        |
|  | Peñarol          |                  |                  |                  |       | 4              | 0                | 4                |                  |                  |  |                  |            |            |            |            |                  |   |        |        |
|  | The Strongest    | 0                | 1                | 1                |       |                |                  |                  |                  |                  |  |                  |            |            |            |            |                  |   |        |        |

### Ottavi di finale
Le partite d'andata degli ottavi si sono disputate il 13, 14 e 15 agosto 2024, mentre le partite di ritorno il 20, 21 e 22 agosto 2024.
| Squadra 1    | Totale          | Squadra 2        | Andata | Ritorno |
| ------------ | --------------- | ---------------- | ------ | ------- |
| San Lorenzo  | 1 - 2           | Atlético Mineiro | 1 - 1  | 0 - 1   |
| Nacional     | 0 - 2           | San Paolo        | 0 - 0  | 0 - 2   |
| Flamengo     | 2 - 1           | Bolívar          | 2 - 0  | 0 - 1   |
| Colo-Colo    | 3 - 1           | Atlético Junior  | 1 - 0  | 2 - 1   |
| Talleres (C) | 1 - 3           | River Plate      | 0 - 1  | 1 - 2   |
| Peñarol      | 4 - 1           | The Strongest    | 4 - 0  | 0 - 1   |
| Botafogo     | 4 - 3           | Palmeiras        | 2 - 1  | 2 - 2   |
| Grêmio       | 3 - 3 (2-4 dtr) | Fluminense       | 2 - 1  | 1 - 2   |

### Quarti di finale
Le partite d'andata dei quarti si sono disputate il 17, 18 e 19 settembre 2024, mentre le partite di ritorno il 24, 25 e 26 settembre 2024.
| Squadra 1  | Totale          | Squadra 2        | Andata | Ritorno |
| ---------- | --------------- | ---------------- | ------ | ------- |
| Fluminense | 1 - 2           | Atlético Mineiro | 1 - 0  | 0 - 2   |
| Botafogo   | 1 - 1 (5-4 dtr) | San Paolo        | 0 - 0  | 1 - 1   |
| Flamengo   | 0 - 1           | Peñarol          | 0 - 1  | 0 - 0   |
| Colo-Colo  | 1 - 2           | River Plate      | 1 - 1  | 0 - 1   |

### Semifinali
Le partite d'andata delle semifinali si sono disputate il 22 e 23 ottobre 2024, mentre le partite di ritorno il 29 e 30 ottobre 2024.
| Squadra 1        | Totale | Squadra 2   | Andata | Ritorno |
| ---------------- | ------ | ----------- | ------ | ------- |
| Atlético Mineiro | 3 - 0  | River Plate | 3 - 0  | 0 - 0   |
| Botafogo         | 6 - 3  | Peñarol     | 5 - 0  | 1 - 3   |

### Finale
| Arbitro: | Facundo Tello |

|            |           |                                                         |
| Vargas 47’ | Marcatori | 35’ Luiz Henrique 44’ (rig.) Telles 90+7’ Júnior Santos |